# 歩くひと
『歩くひと』（あるくひと）は、谷口ジローによる日本の漫画作品である。1990年から1991年まで『コミックモーニングパーティー増刊』で連載したのに加え、フランスの書誌で書き下ろしの新作を2篇発表している。フランス語など西欧諸国の言語でも出版、2020年にはテレビドラマ化された。

## 概説
未だアシスタントをしていた1970年代初めに、洋書店で見たバンド・デシネ（仏: bande dessinée）に驚嘆し、いつか描きたいという思いが芽生えた。それが結実したのが本作で、講談社の編集者からの散歩の漫画を自由に書いて欲しいという依頼がきっかけだった。フランク・ペリー監督の映画『泳ぐひと』を参考に、「小津安二郎の映画のような雰囲気で」という担当編集者の要望を解釈したとしている。物語は、妻と共に東京の郊外に越してきた男が見た、歩く人の目線でなければ気付かないような情景が只々展開してゆく。後に谷口ジローは、絵画だけでどこまで物語を語れるかを探る試みだったと記している。講談社がバンド・デシネの邦訳を手掛けていたことから、本作がフランスの出版社カステルマンの目に留まりフランス語訳の出版が決まった。これが、フランスなどで谷口ジロー作品が高く評価される端緒となった。

## 初出
講談社の雑誌『コミックモーニングパーティー増刊』の、第30号（1990年2月2日号）から第47号（1991年10月22日号）まで連載した。その後、フランスで2003年に出版された雑誌『BANG !』第3号及びルイ・ヴィトンの『Louis Vuitton CITY GUIDE 2011 TOKYO』で、書き下ろしの新作を発表した。

## 単行本
日本語
連載終了の翌年となる1992年に、『コミックモーニングパーティー増刊』掲載作品のためのA5判叢書「ワイドKCパーティー」から、17篇を収録した単行本を刊行した。1998年に小学館の文庫本叢書「小学館文庫」から「再版」、2010年には、光文社のコミック叢書「SIGNAL」から、2003年にフランスで発表した1篇を加えた「増補版」を刊行した。2020年にはテレビドラマ化を機に、再び小学館から、ルイ・ヴィトンの『Louis Vuitton CITY GUIDE 2011 TOKYO』に掲載した1篇なども加えたB5判カラー印刷の「完全版」が刊行された。
- 『歩くひと』講談社〈ワイドKCパーティー〉、1992年4月23日。ISBN 4-06-176637-6。[19]
- 『歩くひと』小学館〈小学館文庫〉、1998年10月10日。ISBN 4-09-192301-1。 NCID BC12095283。OCLC 51451425。全国書誌番号:99027689。[17]
- 『歩くひとplus The director's cut edition』光文社〈コミック叢書SIGNAL〉、2010年3月18日。ISBN 978-4-334-90168-4。 NCID BB02981730。OCLC 566983084。全国書誌番号:21730415。[18]
- 『歩くひと 完全版』小学館、2020年8月8日。ISBN 978-4-09-179336-2。 NCID BC0554406X。OCLC 1246809767。全国書誌番号:23408142。[20]

フランス語
2003年の版で雑誌『BANG !』に掲載した新作1篇も収録された。2021年には原書と同じ右開きの版も刊行された。
- L'Homme qui marche. Casterman. (1995-09). ISBN 2-203-37202-8. OCLC 300119573[23]
- L'Homme qui marche. Casterman. (2003-09-12). ISBN 2-203-39604-0. NCID BA6713675X. OCLC 492217582[21]
- L'Homme qui marche (essentiel écritures ed.). Casterman. (2012-04). ISBN 978-2-203-05676-3. OCLC 492217582[24]
- L'Homme qui marche (Nouvelle édition 20ème anniversaire ed.). Casterman. (2015-01-21). ISBN 978-2-203-09380-5. OCLC 906273450[25]
- L'Homme qui marche. Casterman. (2017-03). ISBN 978-2-203-14676-1. OCLC 990150392[26]
- L'homme qui marche - Sens de lecture original. Taniguchi comme en VO. Casterman. (2021-11). ISBN 978-2-203-22166-6. OCLC 1311573563[27]

イタリア語
- L'uomo che cammina. Planet Manga. Panini. (1999-06)[28]
- L'uomo che cammina. Planet Manga. Panini. (2005). ISBN 8883434358[29]
- L'uomo che cammina. Jiro Taniguchi Collection. Panini. (2010). ISBN 9788863464115. OCLC 1080492634[30]
- L'uomo che cammina. Jiro Taniguchi Collection. Panini. (2012). ISBN 9788865894323. OCLC 840420946[31]
- L'uomo che cammina. Jiro Taniguchi Collection. Panini. (2014). ISBN 9788891255884[30]
- L'uomo che cammina. Jiro Taniguchi Collection. Panini. (2017). ISBN 9788891266224[32]
- L'uomo che cammina. Jiro Taniguchi deluxe collection. Panini. (2019). ISBN 9788891286574. OCLC 1251428612[33]

英語
2007年アイズナー賞の授賞候補作品となった。
- The Walking Man. nouvelle manga. Fanfare / Ponent Mon. (2004). ISBN 8493340995. OCLC 57510734[35]
- The Walking Man (New ed.). Fanfare / Ponent Mon. (2014). ISBN 9781908007421. OCLC 57510734[36]
- The Walking Man (Expanded ed.). Fanfare / Ponent Mon. (2019). ISBN 9781912097364. OCLC 1344449376[37]

ドイツ語
- Der spazierende Mann. Carlsen-Comics. CARLSEN Verlag. (2009-04). ISBN 978-3-551-77791-1. OCLC 318215005[38]
- Der spazierende Mann (erweiterte Ausgabe ed.). CARLSEN Verlag. (2021-03-02). ISBN 978-3-551-77884-0. OCLC 1256664557[39]

デンマーク語
- Manden der går tur. Forlaget Fahrenheit. (2011-11). ISBN 978-87-92320-07-0. OCLC 769834883[40]

スペイン語
- El Caminante (Edición definitiva ed.). Ponent Mon. (2015). ISBN 978-1-908007-91-9. OCLC 920316724

朝鮮語
- 『산책』2015年5月10日。ISBN 9791185967158。

ポルトガル語
- O Homem que Caminha. Série Ouro. Panini / Correio da Manhã
- O homem que passeia. Editora Devir. (2017-06). ISBN 9789895593040
- O homem que passeia (2ª edição ed.). Devir Livraria. (2019-01). ISBN 9788575327319[41]

中国語
- 『散步去』北京联合出版、2017年3月。ISBN 9787550293342。OCLC 1029244750。
- 『走路的人』圓神出版社〈圓神文叢〉、2018年9月。ISBN 9789861336626。OCLC 1369218957。[42]

ポーランド語
- Idący człowiek. Hanami. (2017-09). ISBN 978-83-65520-18-0. OCLC 1020436602[43]

## テレビドラマ
NHK BS4Kで、2020年4月5日から2021年3月21日までの間に全12回が放送された。

### スタッフ
- 原作：谷口ジロー[45]
- 脚本：田口佳宏[45]
- 音楽：岩本裕司[45]
- 演出：アベラヒデノブ[46]
- プロデューサー：菊池武博[46]
- 制作統括：藤田英世[46]、吉見健士（共同テレビジョン）[46]
- 制作著作：共同テレビジョン、日本放送協会

### 出演者
括弧内は登場話数または役名。
レギュラー
- 井浦新（歩くひと）
- 田畑智子（歩くひとの妻）

ゲスト
- 温水洋一（第1話）
- 入山法子（第2話）
- 武藤敬司（第3話）
- 松澤一之（第4話）
- 梅垣義明（第4話）
- 永池南津子（第4話）
- 大和田伸也（第5話）
- 新井郁（第5話）
- 遊井亮子（第6話）
- 見栄晴（第6話）
- 渡辺えり（第7話）
- 黒川芽以（第7話）
- 大越晴護（第7話）
- 宮本茉由（第8話）
- 片桐はいり（第9話）
- 奈緒（第10話）
- 大西信満（第11話）
- 工藤綾乃（第11話）
- 片瀬那奈（第12話）

### 放送日程
本放送
当初は、毎月第一日曜日に放送すると案内されていた。
| 放送局   | 話数   | 放送日         | 副題             | 脚本     | 監督           | 内容時間 |
| -------- | ------ | -------------- | ---------------- | -------- | -------------- | -------- |
| NHK BS4K | 第1話  | 2020年04月05日 | 靴ずれ           | 田口佳宏 | アベラヒデノブ | 00:29:00 |
| NHK BS4K | 第2話  | 2020年06月28日 | 桃の寝床         | 田口佳宏 | アベラヒデノブ | 00:29:00 |
| NHK BS4K | 第3話  | 2020年07月26日 | 忘れもの         | 田口佳宏 | アベラヒデノブ | 00:29:00 |
| NHK BS4K | 第4話  | 2020年08月09日 | 腰を抜かす       | 田口佳宏 | アベラヒデノブ | 00:29:00 |
| NHK BS4K | 第5話  | 2020年09月06日 | 弁当の中身       | 田口佳宏 | アベラヒデノブ | 00:29:00 |
| NHK BS4K | 第6話  | 2020年10月04日 | 走る             | 田口佳宏 | アベラヒデノブ | 00:29:00 |
| NHK BS4K | 第7話  | 2020年12月06日 | 冬空のケーキ     | 田口佳宏 | アベラヒデノブ | 00:29:00 |
| NHK BS4K | 第8話  | 2021年01月10日 | 先を急ぐ         | 田口佳宏 | アベラヒデノブ | 00:29:00 |
| NHK BS4K | 第9話  | 2021年02月07日 | 眠れない夜       | 田口佳宏 | アベラヒデノブ | 00:29:00 |
| NHK BS4K | 第10話 | 2021年02月28日 | ツボにはまる     | 田口佳宏 | アベラヒデノブ | 00:29:00 |
| NHK BS4K | 第11話 | 2021年03月07日 | 足音早すぎる別れ | 田口佳宏 | アベラヒデノブ | 00:29:00 |
| NHK BS4K | 第12話 | 2021年03月21日 | 早すぎる別れ     | 田口佳宏 | アベラヒデノブ | 00:29:00 |

特別編
本放送4話分を再編集した「特別編」全3回が、地上波で放送された。
| 放送局   | 話数  | 放送日        | 内容                | 脚本     | 監督           | 内容時間 |
| -------- | ----- | ------------- | ------------------- | -------- | -------------- | -------- |
| NHK 教育 | 第1回 | 2020年9月03日 | 第1回から第4回まで  | 田口佳宏 | アベラヒデノブ | 00:49:00 |
| NHK 教育 | 第2回 | 2021年3月20日 | 第5回から第8回まで  | 田口佳宏 | アベラヒデノブ | 00:49:00 |
| NHK 教育 | 第3回 | 2021年3月27日 | 第9回から第12回まで | 田口佳宏 | アベラヒデノブ | 00:49:00 |

再放送
2020年9月に好評だった第2話が2K（BSプレミアム）で再放送された。2021年3月からは全12話がBSプレミアムでも再放送された。
| 放送局           | 話数   | 放送日         | 副題             | 脚本     | 監督           | 内容時間 |
| ---------------- | ------ | -------------- | ---------------- | -------- | -------------- | -------- |
| NHK BSプレミアム | 第2話  | 2020年09月08日 | 桃の寝床         | 田口佳宏 | アベラヒデノブ | 00:29:00 |
| NHK BSプレミアム | 第1話  | 2021年03月04日 | 靴ずれ           | 田口佳宏 | アベラヒデノブ | 00:29:00 |
| NHK BSプレミアム | 第2話  | 2021年03月04日 | 桃の寝床         | 田口佳宏 | アベラヒデノブ | 00:29:00 |
| NHK BSプレミアム | 第3話  | 2021年03月04日 | 忘れもの         | 田口佳宏 | アベラヒデノブ | 00:29:00 |
| NHK BSプレミアム | 第4話  | 2021年03月04日 | 腰を抜かす       | 田口佳宏 | アベラヒデノブ | 00:29:00 |
| NHK BSプレミアム | 第5話  | 2021年03月05日 | 弁当の中身       | 田口佳宏 | アベラヒデノブ | 00:29:00 |
| NHK BSプレミアム | 第6話  | 2021年03月05日 | 走る             | 田口佳宏 | アベラヒデノブ | 00:29:00 |
| NHK BSプレミアム | 第7話  | 2021年03月05日 | 冬空のケーキ     | 田口佳宏 | アベラヒデノブ | 00:29:00 |
| NHK BSプレミアム | 第8話  | 2021年03月05日 | 先を急ぐ         | 田口佳宏 | アベラヒデノブ | 00:29:00 |
| NHK BSプレミアム | 第9話  | 2021年11月30日 | 眠れない夜       | 田口佳宏 | アベラヒデノブ | 00:29:00 |
| NHK BSプレミアム | 第10話 | 2022年01月18日 | ツボにはまる     | 田口佳宏 | アベラヒデノブ | 00:29:00 |
| NHK BSプレミアム | 第11話 | 2022年01月25日 | 足音早すぎる別れ | 田口佳宏 | アベラヒデノブ | 00:29:00 |
| NHK BSプレミアム | 第12話 | 2022年02月22日 | 早すぎる別れ     | 田口佳宏 | アベラヒデノブ | 00:29:00 |

## 関連書誌
- 「特集「谷口ジロー」描かれた風景を「歩く」愉しみ」『東京人』第36巻第13号、都市出版、東京、2021年11月3日、ISSN 0912-0173、全国書誌番号:00057035。

## 余聞
テレビ東京は『歩くひと』の舞台となった東京都清瀬市を訪ねる番組を放送した。
- “谷口ジロー「歩くひと」×寺島しのぶ”. 新美の巨人たち. 2021年12月18日. テレビ東京.

### 註釈
1. ↑  谷口ジローが居住していた東京都清瀬市が舞台である[10]。
2. 1 2  京都精華大学国際マンガ研究センターは、バルセロナの出版社「Ediciones La Cúpula」を「ラ・クプラ」と、その雑誌「El Víbora」を「エル・ヴィボーラ」と邦訳している[13]。
3. ↑  実は、欧州へ最初に『歩くひと』を紹介したのは、バルセロナの出版社ラ・クプラ[注 2]で、1992年に同社の雑誌『エル・ヴィボーラ[注 2]』にスペイン語訳を連載している[14][15]。
4. ↑  実は『コミックモーニングパーティー増刊』とは『コミックモーニング』の増刊で、第30号は『コミックモーニング』第9巻第9号（1990年2月2日臨時増刊）で、第47号は『コミックモーニング』第10巻第64号（1991年10月22日臨時増刊）である。